# Aanvang van de Tweede Wereldoorlog
Hoewel de Tweede Chinees-Japanse Oorlog, die in 1937 begon, vaak ook als onderdeel van de Tweede Wereldoorlog geldt, wordt meestal de Duitse inval in Polen (zie Poolse Veldtocht) op 1 september 1939 als beginpunt genomen. In dit artikel worden de gebeurtenissen besproken uit de dagen net voor en net na deze inval, tot aan de Britse en Franse oorlogsverklaring op 3 september.

## Voorspel
In het verdrag van Versailles had Duitsland in het oosten veel gebied moeten afstaan, vooral aan Polen. Polen had het grootste deel van West-Pruisen gekregen (de Poolse Corridor) alsook grote delen van Silezië. Danzig werd een vrije stad onder bestuur van de Volkenbond (zie vrije stad Danzig (1920-1939)) en het Memelgebied kwam aan Litouwen. De nationaalsocialisten wilden deze gebieden, evenals andere voorheen Duitse of Oostenrijkse gebieden, terug.
Een belangrijke stap werd gezet in september 1938. De Duitse leider Adolf Hitler besloot een oorlog te dreigen tegen Tsjecho-Slowakije om het Sudetenland, een gebied langs de Duits-Tsjechische grens waar een Duitse meerderheid woonde, in te lijven. Tijdens de Conferentie van München gingen het Verenigd Koninkrijk en Frankrijk akkoord met een Duitse annexatie van het Sudetengebied. Hun hoop was dat hiermee verdere gebiedsuitbreidingen van Duitsland, en in het bijzonder een dreigende wereldoorlog, waren voorkomen.
Kort hierna begon Duitsland de druk op Polen op te voeren: Danzig moest weer bij Duitsland aangesloten worden, en Duitsland diende weg- en spoorcorridors over de Poolse Corridor te krijgen, zodat Oost-Pruisen weer met de rest van het land verbonden was. Polen weigerde. In maart 1939 dwong Duitsland Tsjecho-Slowakije om Duitse 'bescherming' te accepteren. Tsjechië werd door de Duitsers bezet, en Slowakije werd nominaal onafhankelijk als Duitse vazalstaat. Ook het Memelgebied werd onder zware Duitse druk door Litouwen afgestaan. Rond diezelfde tijd wilde Hitler ook de 'Poolse kwestie' regelen, maar Polen weigerde op de Duitse eisen in te gaan.
De bezetting van Tsjechië bracht bij het Verenigd Koninkrijk en Frankrijk een schok teweeg. De veiligheidsgaranties aan onder meer Polen werden bevestigd. Duitsland bezette weliswaar niet, zoals wellicht het plan geweest was, Danzig, maar het werd meer en meer duidelijk dat een oorlog tussen Duitsland en Polen elk moment kon uitbreken. Hitler gaf opdracht de aanval op Polen voor te bereiden, en meldde tegen zijn legerleiding dat de intentie niet alleen Danzig was, maar de verovering van geheel Polen om als 'Lebensraum' voor Duitsland te dienen. Bij de westerse landen (Verenigd Koninkrijk en Frankrijk) veranderde de houding uit de tijd van München dat een oorlog koste wat kost voorkomen moest worden, in een gezichtspunt dat een oorlog niet meer voorkomen kón worden.
Hitler wilde de oorlog, maar geen wereldoorlog, waarin hij tegen het Verenigd Koninkrijk en Frankrijk, en misschien ook wel de Sovjet-Unie zou moeten vechten. De Duitse diplomatie was er dan ook op gericht om te voorkomen dat deze landen Polen bij de invasie te hulp zouden schieten. De westerse mogendheden hoopten nog steeds op een vreedzame oplossing van het conflict, maar maakten tegelijk duidelijk dat ze in geval van een aanval achter Polen zouden staan. Beide partijen hoopten de Sovjet-Unie aan hun kant te krijgen.

## De eerste datum: 26 augustus
Op 24 augustus werd het Molotov-Ribbentroppact gesloten. Het was een niet-aanvalsverdrag tussen Duitsland en de Sovjet-Unie, met daarbij een geheim (pas in 1946 bekend geworden) aanvullend protocol, waarin Polen en Oost-Europa tussen de landen verdeeld werden. Door dit verdrag wist Duitsland in elk geval zeker dat een inval in Polen niet op een tweefrontenoorlog tegen zowel de westerse geallieerden als de Sovjet-Unie zou uitlopen. De Duitse hoop was dat het ook westerse interventie zou stoppen. Er werd een datum vastgesteld: De invasie zou op 26 augustus plaats moeten vinden.
Het Verenigd Koninkrijk en Frankrijk waren teleurgesteld over het overlopen van de Sovjet-Unie, maar zagen er geen reden in om hun steun aan Polen in te trekken. Nog diezelfde dag (24 augustus) kwam het tot een gedeeltelijke mobilisatie, en de beloftes aan Polen werden nog eens bevestigd. Duitsland wilde nog steeds een 'lokale oorlog', en Hitler bood de Britse ambassadeur Nevile Henderson een pact aan, vergelijkbaar met het pact dat hij met de Sovjet-Unie had gesloten. Op 25 augustus werd echter juist een verdrag tussen het Verenigd Koninkrijk en Polen gesloten, waarbij het Verenigd Koninkrijk zich verplichtte tot hulp als Polen door Duitsland zou worden aangevallen. Mogelijk in reactie hierop werd om 19.30, slechts 9 uur voordat hij plaats zou vinden, de Duitse aanval op Polen afgelast.

## De laatste vredesdagen
In het Verenigd Koninkrijk werd gewerkt aan een antwoord op het Duitse voorstel. Hierin bevestigde het Verenigd Koninkrijk nadrukkelijk dat het zijn verplichtingen jegens Polen zou nakomen. De hoop was dat een dergelijke toon van vastberadenheid Duitsland zou dwingen tot onderhandelingen onder meer gelijkwaardige omstandigheden dan het voorgaande jaar in München. Via deze en andere kanalen probeerde men de Duitsers af te laten zien van de aanval. Tegelijkertijd waren de Duitsers opnieuw bezig te proberen een Britse non-interventie in de oorlog met Polen te bewerkstelligen.
De Britten trachtten onderhandelingen tussen Duitsland en Polen te starten. De Polen reageerden welwillend, zij het dat ze eisten dat de onderhandelingen niet op Duits grondgebied gevoerd zouden moeten worden, maar Duitsland stelde hiervoor een aantal onmogelijke eisen (teruggave van Danzig en de gehele corridor, en binnen 24 uur een onderhandelaar met tekenbevoegdheid in Berlijn). Bij een discussie tussen Henderson en von Ribbentrop op de avond van 30 augustus raakten de beide mannen bijna slaags.
Hitler ging ondertussen door met het voorbereiden van de aanval. Op 30 augustus werd 1 september, 4:45, als nieuwe datum en tijdstip genoemd, en in de middag van 31 augustus werd definitief het bevel gegeven. Als extra rechtvaardiging voor de aanval werd operatie Himmler uitgevoerd: SS-leden bezetten het radiostation van Gleiwitz en deden een korte uitzending waarbij zij voordeden Poolse soldaten te zijn die het radiostation hadden overmeesterd, maar daarna weer door Duitse troepen werden teruggedreven. Een zestal gevangenen uit een concentratiekamp werden in Poolse militaire kleding doodgeschoten en hun lijken bij de grensovergang gelegd.

## De aanval
In de ochtend van 1 september om 4:45 uur begon de Duitse aanval met een beschieting vanuit het schip SMS Schleswig-Holstein op Westerplatte, een Pools fort bij Danzig. Een kwartier later verklaarde de al enkele jaren eerder door nationaalsocialisten overgenomen regering van Danzig dat de stadstaat zich bij Duitsland aansloot. Op het fort Westerplatte na werd geheel Danzig al die eerste dag door Duitse troepen bezet. Ook Polen zelf werd aangevallen, in het noorden, in het zuiden en vanuit Oost-Pruisen, en Duitse vliegtuigen bombardeerden Poolse stellingen, legerbases en fabrieken.
Damned Germans, to be awakened in this way.— reactie van Leslie Hore-Belisha, Brits minister van oorlog, bij het horen over de Duitse inval
Toen in Londen duidelijk was dat de oorlog nu echt was uitgebroken, werd een brief naar Duitsland gezonden. Hierin werd gesteld dat als Duitsland geen garanties gaf dat de troepen onmiddellijk zouden terugtrekken, het Verenigd Koninkrijk 'zonder aarzelen' aan haar verplichtingen tegenover Polen zou voldoen. Het was een 'ultimatum zonder ultimatum': Er werden harde eisen aan Duitsland gesteld, maar geen termijn genoemd. De Fransen stuurden een vergelijkbare brief.
Pogingen om via onderhandelingen tot een resultaat te komen bleven ook na de inval in Polen doorgaan. Italië, in het bijzonder minister van buitenlandse zaken Galeazzo Ciano, stelde een conferentie voor waarin de betrokken partijen de kwestie zouden bespreken. Gedurende de onderhandelingen zou er een bestand moeten gelden. Het Verenigd Koninkrijk stelde echter als voorwaarde dat Duitsland eerst alle militairen uit Polen moest terugtrekken. Ciano en Mussolini wisten dat een dergelijke voorwaarde door Hitler nooit geaccepteerd zou worden, waarmee ook deze laatste poging tot niet-militaire oplossing van het conflict van de baan was.
Op de avond van 2 september sprak premier Chamberlain het Lagerhuis toe over de situatie. Hij kon echter de parlementsleden maar weinig bezielen. Ook binnen het kabinet begon er geklaagd te worden over het uitblijven van een werkelijke oorlogsverklaring. Die avond werd besloten een ultimatum met zeer korte looptijd te stellen: Duitsland zou om 9 uur de volgende ochtend een ultimatum krijgen waarop voor 11 uur gereageerd moest worden met een belofte met de terugtrekking uit Polen een aanvang te maken. In Duitsland sloeg dit in als een bom: De Duitse regering had tot dit moment nog gehoopt dat het Verenigd Koninkrijk, en in hun kielzog Frankrijk, uit de oorlog zou blijven. Toen om kwart over 11 Duitsland nog niet had gereageerd, las Chamberlain via de radio een korte toespraak voor waarin hij meldde dat het Verenigd Koninkrijk Duitsland de oorlog had verklaard. Om 12 uur stuurde ook Frankrijk een ultimatum aan Duitsland: Als Duitsland niet voor 5 uur positief antwoordde op de Franse brief waarin het terugtrekken van de Duitse troepen uit Polen werd geëist, zou Frankrijk gedwongen zijn 'de contractuele verplichtingen die Frankrijk tegenover Polen heeft na te komen'. Op dit ultimatum werd evenmin ingegaan, waarna ook Frankrijk de oorlog verklaarde.
Militair verliep de aanval op Polen op dat moment zeer goed voor Duitsland: Diezelfde dag (3 september) bereikten Duitse troepen in het noorden Oost-Pruisen, waarmee dus de Poolse Corridor doorsneden was, terwijl in het zuiden de stad Częstochowa al gevallen was. De Polen hoopten dat na de oorlogsverklaring de Britten en Fransen hen militaire hulp zouden verlenen, maar die beperkten zich voornamelijk tot mobilisatie en versterking van de verdediging. De enige militaire actie in het westen die dag was het torpederen van het Britse passagiersschip Athenia door een Duitse U-boot. Hitler schrok kennelijk van deze actie, en de Duitse marine kreeg opdracht geen passagiersschepen meer aan te vallen, een bevel dat overigens slechts ongeveer een jaar later weer werd herroepen.
Op 7 september kwam het dan toch tot een westerse aanval: elf Franse divisies staken de grens over bij Saarbrücken voor het Saaroffensief, dat echter 5 dagen later alweer beëindigd werd. Afgezien hiervan was de westerse steun aan Polen verwaarloosbaar, en op 6 oktober was geheel Polen in Duitse of Russische handen.